# Mănăstirea, Maramureș
Mănăstirea este un sat în comuna Giulești din județul Maramureș, Transilvania, România.

## Istoric
Prima atestare documentară: 1913 (Gyulamonostor, cătun al satului Giulești). 

## Etimologie
Etimologia numelui localității: dintr-un nume topic (La) Mănăstire, având drept bază apelativul mănăstire, cu sensul de „așezământ religios" (< sl. monastyrĭ). 

## Demografie
La recensământul din 2011, populația era de 143 locuitori. 

## Monument istoric
- Biserica de lemn „Sfinții Arhangheli” (sec. XVII).